# ودبيري (نيوجيرسي)
ودبيري (بالإنجليزية: Woodbury city, New Jersey)‏ هي مدينة تقع بولاية نيوجيرسي في الولايات المتحدة. تبلغ مساحتها 5.45 كم2، وترتفع عن سطح البحر 15.8496 م، بلغ عدد سكانها 10,174 نسمة في عام 2010 حسب إحصاء مكتب تعداد الولايات المتحدة وتصل الكثافة السكانية فيها 1,866.8 نسمة لكل كيلومتر مربع (4,835.0/ميل2).

## التركيبة السكانية
حدّد مكتب تعداد الولايات المتحدة بيانات التركيبة السكانية لودبيري في تعداد الولايات المتحدة. في ما يلي، التركيبة السكانية حسب تعدادي 2000 و2010.

### تعداد عام 2000
بلغ عدد سكان ودبيري 10,307 نسمة بحسب تعداد عام 2000، وبلغ عدد الأسر 4,051 أسرة وعدد العائلات 2,588 عائلة مقيمة في المدينة. في حين سجلت الكثافة السكانية 1,891.2 نسمة لكل كيلومتر مربع (4,898.2/ميل2). وبلغ عدد الوحدات السكنية 4,310 وحدة بمتوسط كثافة قدره 790.8 لكل كيلومتر مربع (2,048.2/ميل2).
وتوزع التركيب العرقي للمدينة بنسبة 72.45% من البيض و22.83% من الأمريكيين الأفارقة و0.22% من الأمريكيين الأصليين و0.99% من الأمريكيين ذوي الأصول الآسيوية و0.14% من سكان جزر المحيط الهادئ و1.28% من الأعراق الأخرى و2.10% من عرقين مختلطين أو أكثر و3.94% من الهسبانيون أو اللاتينيون من أي عرق.
بلغ عدد الأسر 4,051 أسرة كانت نسبة 35.3% منها لديها أطفال تحت سن الثامنة عشر تعيش معهم، وبلغت نسبة الأزواج القاطنين مع بعضهم البعض 41.4% من أصل المجموع الكلي للأسر، ونسبة 18.5% من الأسر كان لديها معيلات من الإناث دون وجود شريك، بينما كانت نسبة 3.9% من الأسر لديها معيلون من الذكور دون وجود شريكة وكانت نسبة 36.1% من غير العائلات. تألفت نسبة 31.7% من أصل جميع الأسر من عدة أفراد يعيشون في نفس المنزل ونسبة 15.4% كانت تتألف من شخص يعيش بمفرده يبلغ من العمر 65 عاماً أو أكثر. وبلغ متوسط حجم الأسرة المعيشية 2.43، أما متوسط حجم العائلات فبلغ 3.08.
بلغ العمر الوسطي للسكان 37.0 عاماً. وكانت نسبة 24.7% من القاطنين تحت سن الثامنة عشر، وكانت نسبة 7.7% بين الثامنة عشر والرابعة والعشرين عاماً، ونسبة 28.3% كانت واقعةً في الفئة العمرية ما بين الخامسة والعشرين والرابعة والأربعين عاماً، ونسبة 20% كانت ما بين الخامسة والأربعين والرابعة والستين، ونسبة 14.8% كانت ضمن فئة الخامسة والستين عاماً فما فوق. يوجد لكل 100 أنثى 84.8 ذكر، ويوجد لكل 100 أنثى في الثامنة عشر من عمرها فما فوق 78.7 ذكر.
بلغ متوسط دخل الأسرة في المدينة 41,827 دولارًا، أما متوسط دخل العائلة فبلغ 53,630 دولارًا. وكان متوسط دخل الذكور 40,429 دولارًا مقابل 30,570 دولارًا للإناث. وسجل دخل الفرد الخاص بالمدينة 21,592 دولارًا. وكانت نسبة 11.2% من العائلات ونسبة 13.5% من السكان تحت خط الفقر، وكان من هؤلاء نسبة 18.2% تحت سن الثامنة عشر ونسبة 15.4% في الخامسة والستين من العمر وما فوق.

### تعداد عام 2010
بلغ عدد سكان ودبيري 10,174 نسمة بحسب تعداد عام 2010، وبلغ عدد الأسر 4,088 أسرة وعدد العائلات 2,421 عائلة مقيمة في المدينة. في حين سجلت الكثافة السكانية 1,866.8 نسمة لكل كيلومتر مربع (4,835.0/ميل2). وبلغ عدد الوحدات السكنية 4,456 وحدة بمتوسط كثافة قدره 817.6 لكل كيلومتر مربع (2,117.6/ميل2).
وتوزع التركيب العرقي للمدينة بنسبة 66.01% من البيض و24.91% من الأمريكيين الأفارقة و0.23% من الأمريكيين الأصليين و1.28% من الأمريكيين ذوي الأصول الآسيوية و0.28% من سكان جزر المحيط الهادئ و3.19% من الأعراق الأخرى و4.11% من عرقين مختلطين أو أكثر و10.66% من الهسبانيون أو اللاتينيون من أي عرق.
بلغ عدد الأسر 4,088 أسرة كانت نسبة 31.5% منها لديها أطفال تحت سن الثامنة عشر تعيش معهم، وبلغت نسبة الأزواج القاطنين مع بعضهم البعض 36.6% من أصل المجموع الكلي للأسر، ونسبة 17.4% من الأسر كان لديها معيلات من الإناث دون وجود شريك، بينما كانت نسبة 5.2% من الأسر لديها معيلون من الذكور دون وجود شريكة وكانت نسبة 40.8% من غير العائلات. تألفت نسبة 35.3% من أصل جميع الأسر من عدة أفراد يعيشون في نفس المنزل ونسبة 16% كانت تتألف من شخص يعيش بمفرده يبلغ من العمر 65 عاماً أو أكثر. وبلغ متوسط حجم الأسرة المعيشية 2.38، أما متوسط حجم العائلات فبلغ 3.10.
بلغ العمر الوسطي للسكان 37.0 عاماً. وكانت نسبة 23.5% من القاطنين تحت سن الثامنة عشر، وكانت نسبة 8.7% بين الثامنة عشر والرابعة والعشرين عاماً، ونسبة 28% كانت واقعةً في الفئة العمرية ما بين الخامسة والعشرين والرابعة والأربعين عاماً، ونسبة 25.9% كانت ما بين الخامسة والأربعين والرابعة والستين، ونسبة 14% كانت ضمن فئة الخامسة والستين عاماً فما فوق. وتوزع التركيب الجنسي للسكان بنسبة 48.2% ذكور و51.8% إناث.

## وصلات خارجية
- الموقع الرسمي